# Pila alcalina
Les piles alcalines o bateries alcalines (una bateria és un conjunt de diverses cel·les electroquímiques individuals) són un tipus de piles elèctriques d'un sol ús o bateries recarregables que obtenen la seva energia de la reacció química entre el zinc i el diòxid de manganès (Zn/MnO₂), emprant hidròxid de potassi com electròlit.
En comparació amb les piles de zinc-carboni de Leclanché o amb les de clorur de zinc, encara que totes produeixen aproximadament 1,5 volts per cèl·lula, les piles alcalines tenen una major densitat d'energia i una vida útil més llarga. En comparació amb les piles d'òxid d'argent, contra les que habitualment competeixen, les alcalines en format de botó, tenen menor densitat d'energia i menor durada però també costen menys.
Les piles i bateries alcalines reben el seu nom perquè contenen un electròlit alcalí d'hidròxid de potassi, en lloc del clorur d'amoni enmig àcid o el clorur de zinc electrolític de les piles de zinc-carboni que ofereixen el mateix voltatge nominal i la mateixa mida física. Altres sistemes de piles i bateries també utilitzen electròlits alcalins, però fan servir diferents materials actius en els elèctrodes.

## Processos electroquímics a la pila

Esquema d'una pila alcalina

En una pila alcalina, l'ànode (pol negatiu) està fet de pols de zinc (que permet una major superfície per augmentar la velocitat de la reacció i, per tant, augmentar el flux d'electrons) i el càtode (pol positiu) es compon de diòxid de manganès. Les piles alcalines són comparables a les piles de zinc-carboni, però la diferència és que les piles alcalines usen hidròxid de potassi, (KOH), com electròlit en comptes de clorur d'amoni o clorur de zinc, en les piles salines.
De manera simplificat, les semireaccions són:
Oxidació: Zn (s)+2OH- (aq) → ZnO (s)+H₂O (l)+2e-
{\displaystyle \mathrm {Zn} +2\mathrm {OH^{-}} \rightarrow \mathrm {ZnO} +\mathrm {H_{2}O} +2e^{-}}
Reducció: 2MnO₂ (s)+H₂O (l)+2e- → Mn₂O₃ (s)+2OH- (aq)
{\displaystyle 2\mathrm {MnO_{2}} +\mathrm {H_{2}O} +2e^{-}\rightarrow \mathrm {Mn_{2}O_{3}} +2\mathrm {OH^{-}} .}

### Mecanismes de les reaccions durant la descàrrega de la pila
El procés redox que produeix el corrent d'electrons de l'ànode al càtode és l'oxidació del zinc i la reducció del diòxid de manganès, amb la migració de ions hidròxid de l'electròlit (des del càtode a l'ànode) per mantenir la pila sense que pateixi polarització. Aquestes reaccions són complexes i transcorren en diverses etapes per la qual cosa convé detallar.

#### Reaccions a l'ànode (oxidació)
Durant la descàrrega, el zinc metàl·lic (Zn) s'oxida en l'ànode, alliberant dos electrons mentre passa de nombre d'oxidació 0 a+II. El producte de reacció depèn de les condicions en què té lloc l'oxidació. Si la concentració del ió OH- és alta, es forma l'ió tetrahidroxizincat (II), Zn (OH)₄ 2-). Posteriorment, es descompon formant òxid de zinc sòlid.
{\displaystyle Zn+4OH^{-}\rightarrow [Zn(OH)_{4}]^{2-}+2e^{-}}
Quan l'electròlit es satura amb zincat, es descompon en òxid de zinc (ZnO).
{\displaystyle [Zn(OH)_{4}]^{2-}\rightarrow ZnO+2OH^{-}+H_{2}O}
Si la concentració de OH  -  és menor, es forma hidròxid de zinc, (Zn(OH)₂) que també es descompon donant (ZnO).
{\displaystyle Zn+2OH^{-}\rightarrow Zn(OH)_{2}+2e^{-}}
{\displaystyle Zn(OH)_{2}\rightarrow ZnO+H_{2}O}

#### Reaccions al càtode (reducció)
Com a material de càtode, s'empra diòxid de manganès electrolític (γ-MnO₂ o pirolusita) amb activitat electroquímica alta. Durant la descàrrega el diòxid de manganès, MnO  2 , es redueix en el càtode, en una primera etapa a hidròxid de manganès (III), MnO (OH), és a dir el manganès ha patit una disminució del seu número d'oxidació, de IV+a III+.
{\displaystyle MnO_{2}+H_{2}O+i^{-}\rightarrow MnO(OH)+OH^{-}}
Aquesta reacció és inusual, ja que el producte obtingut, l'hidròxid, α-MnO (OH) (Groutita) té la mateixa estructura cristal·lina que el material de partida γ-MnO  2 .
Sota certes condicions, amb les descàrregues lleus l'hidròxid de manganès (III), MnO(OH), es reduirà encara més en una segona reacció lenta.
{\displaystyle MnO(OH)+H_{2}O+i^{-}\rightarrow Mn(OH)_{2}+OH^{-}}
Aquesta reacció és una reacció heterogènia, la reducció real es porta a terme en solució. El Mn3+ s'uneix a ions hidròxid OH- per formar el complex [Mn(OH)₄]- en la dissolució, que es redueix a [Mn(OH)₄]2-. El veritable producte sòlid, Mn(OH)₂, es forma després a la dissolució saturada de [Mn(OH)₄]2-.

#### Reacció redox
Es té en compte només la reacció que es dona en primer lloc, el resultat de la reacció global en una pila alcalina és:
{\displaystyle Zn+2MnO_{2}+H_{2}O\rightarrow ZnO+2MnO(OH)}
Com es desprèn de l'equació anterior per a la reacció global, durant la descàrrega es consumeix aigua de manera que el funcionament d'una pila alcalina de manganès fa que realment sigui una pila "seca".

#### Reaccions secundàries
El zinc és termo-dinàmicament inestable en solució fortament alcalina. Hi ha evidència d'una reacció secundària en l'ànode de zinc (Zn) en la qual aquest s'oxida mentre es redueix l'aigua (H  2  O) per formar hidrogen gasós (H₂).
{\displaystyle Zn+2H_{2}O+2OH^{-}\rightarrow [Zn(OH)_{4}]^{2-}+H_{2}}
Aquesta reacció que es descriu es produeix durant l'emmagatzematge de les piles no esgotades. La velocitat de reacció és relativament baixa per al zinc d'alta puresa. Fins i tot petites quantitats de contaminants (per exemple, metalls pesants com el ferro, coure, molibdè i níquel) poden augmentar de manera espectacular, però, la formació de gas .

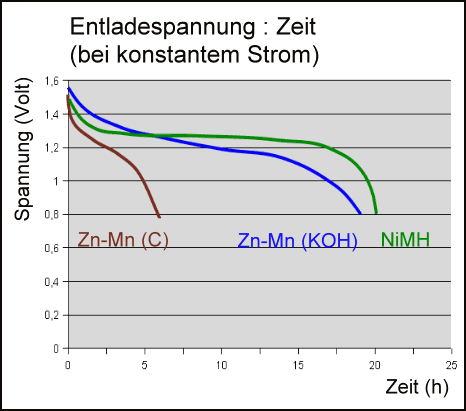
Corbes de descàrrega d'una pila alcalina de manganès (línia blava), en comparació amb una pila de zinc-carboni (marró), i una pila de níquel i hidrur metàl·lic (verd). A l'eix vertical es representa el voltatge, i en l'eix horitzontal el temps de funcionament (NiMH).

## Capacitat
La capacitat d'una pila alcalina és més gran que la d'una pila Leclanché o una pila de clorur de zinc de la mateixa mida, perquè el material de l'ànode és diòxid de manganès més pur i més dens, i l'espai ocupat pels components interns, com com els col·lectors de corrent és menor. Una pila alcalina pot proporcionar entre tres i cinc vegades més temps de funcionament.
La capacitat d'una pila o bateria alcalina és fortament dependent de la càrrega o potència consumida pel dispositiu al qual es connecta. Un pila alcalina de mida AA podria tenir una capacitat real de 3000 m A h a baixa potència, però amb una càrrega de 1000 mW, que és comú per les càmeres digitals, la capacitat podria ser de només 700 mAh. La tensió de la bateria disminueix de manera constant durant l'ús, per la qual cosa la capacitat total utilitzable depèn de la tensió de tall de l'aplicació. A diferència de les piles Leclanché, la pila alcalina proporciona gairebé igual capacitat per a ús intermitent o continu amb càrregues lleugeres. Amb una càrrega pesada, es redueix la capacitat de descàrrega contínua, en comparació amb una descàrrega intermitent, però la reducció és menor que per a les piles Leclanché.

## Tensió
La tensió nominal d'una pila alcalina és de 1,5 V. Múltiples d'aquesta tensió s'obtenen amb diverses cèl·lules connectades en sèrie. La diferència de potencial o tensió per una càrrega nul en una pila alcalina no descarregada varia des 1,50-1,65 V, depenent aquest rang del diòxid de manganès triat i el contingut de òxid de zinc a l'electròlit. La tensió mitjana, amb càrrega, depèn de la descàrrega i varia des 1,1-1,3 V. Una pila totalment descarregada té un voltatge romanent en el rang de 0,8-1,0 V.
La tensió d'una pila alcalina disminueix gradualment durant la descàrrega, però menys que les piles de carboni-zinc. També tenen un interval de temperatures de funcionament més elevat, i pot estar operatives a -30 °C

## Corrent elèctric
La quantitat de corrent que una pila o bateria alcalina pot produir és aproximadament proporcional a la seva mida físic. Això és un resultat de la disminució de la resistència interna perquè augmenta la superfície interna de la cèl·lula. Una regla general és que una bateria alcalina AA pot lliurar 700 mA sense un escalfament significatiu. Les piles més grans, com els tipus C i D, poden lliurar més corrent. Les aplicacions que requereixen corrents elevades de diversos amperes, com ara les llanternes d'alta potència i equips de música portàtils, requeriran piles de mida D per respondre davant l'augment de la càrrega.

## Construcció

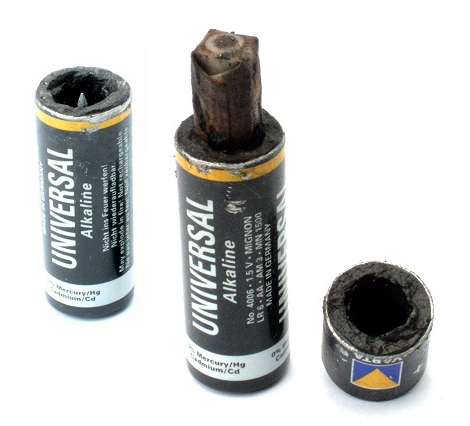
Obertura d'una pila alcalina de manganès mida AA per mostrar els seus elements

Les piles alcalines són fabricades en formes cilíndriques estàndard intercanviables amb les bateries de zinc-carboni, així com diferents mides de piles-botó. Diverses piles individuals poden ser interconnectats en sèrie per formar una veritable "bateria", com les de 4,5 V., que es venen per al seu ús amb llanternes i bateries de 9 volts per al transistor de ràdio.
Una pila cilíndrica està continguda en un contenidor d'acer laminat, que és el col·lector catòdic de corrent. La barreja del càtode és una pasta comprimida de diòxid de manganès amb pols de carboni afegit per a una major conductivitat. La pasta pot ser pressionada en el contenidor o dipositada en anells pre-modelats. El centre del càtode buit està revestit amb un separador, que impedeix la barreja dels materials de l'ànode i càtode i evita el curtcircuit de la pila. El separador entre ànode i càtode és d'una capa no teixida (paper) de cel·lulosa o d'un polímer sintètic. El separador ha de permetre el pas dels ions i romandre estable a la dissolució d'electròlit altament alcalina.
El ànode està compost d'una dispersió de pols de zinc en un gel que conté l'electròlit hidròxid de potassi. Per evitar la gasificació de la cel al final de la seva vida, s'utilitza més diòxid de manganès del necessari perquè reaccioni amb tot el zinc.

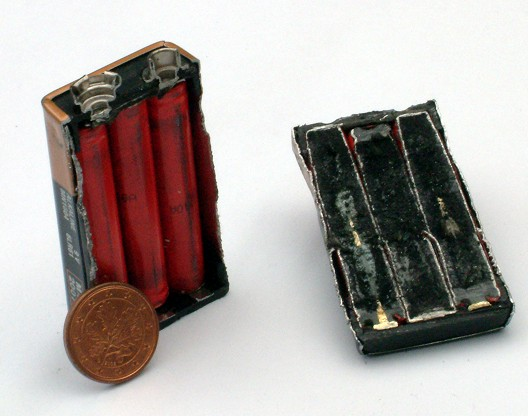
Secció longitudinal d'una bateria alcalina de manganès de 9V, tres grups de dues cel·les totes connectades en sèrie

En descriure les piles estàndard de mida AAA, AA, C, sub-C i D, l'ànode negatiu (-) està connectat a la part plana (inferior), mentre que el càtode positiu (+) està connectat al botó metàl·lic elevat (superior).

## Recàrrega dels acumuladors o bateries alcalines
Algunes piles alcalines estan dissenyades per a ser recarregada, però la majoria no ho són. Els intents de recàrrega d'una pila que no està preparada per aquest cap pot causar la seva ruptura, o la filtració de líquids perillosos, que corroeixen els equips.

## Fuites

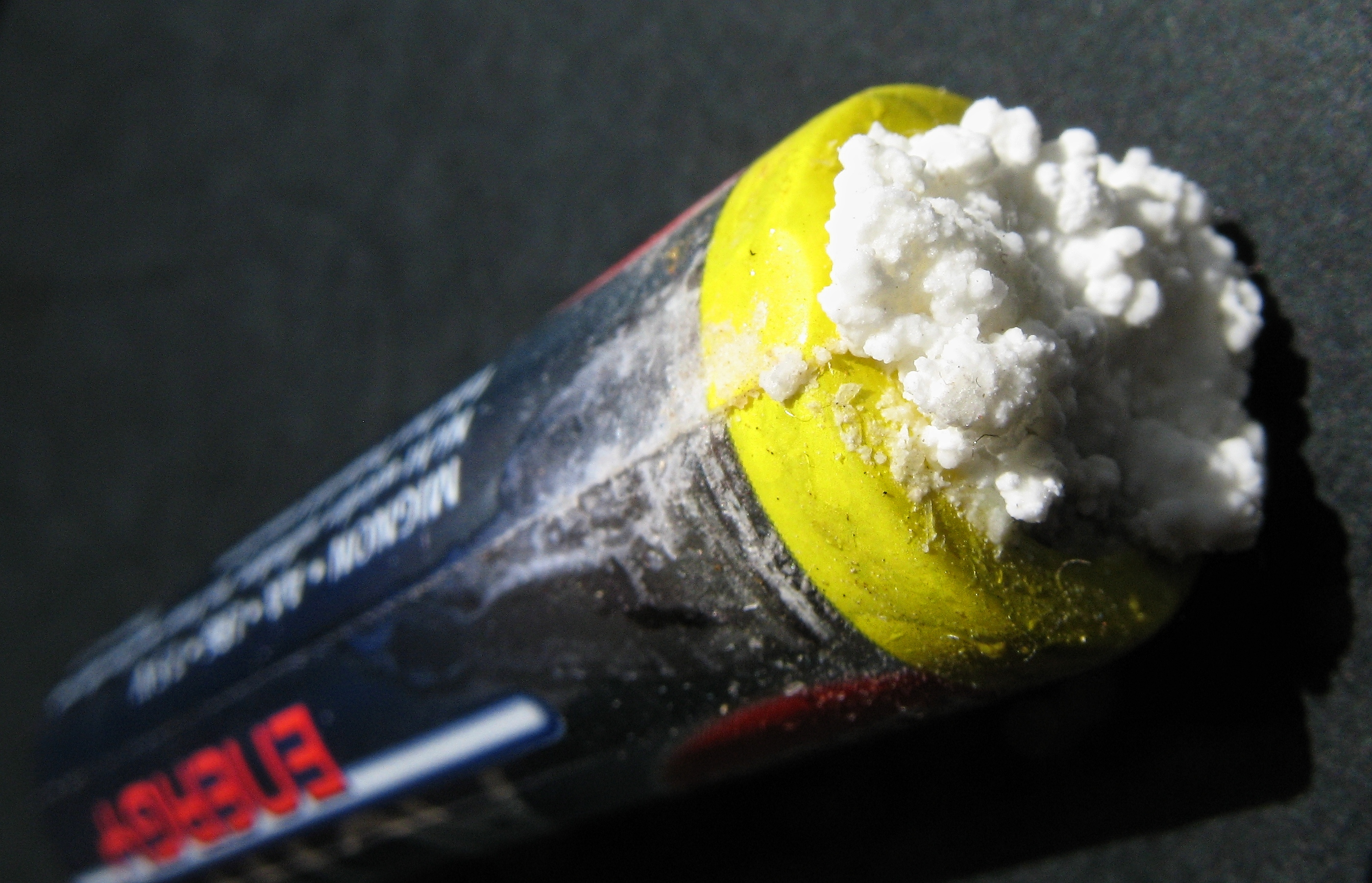
Pila alcalina amb fuga de electròlit

Amb el temps, les piles alcalines són propenses a presentar fuites d'hidròxid de potassi, un agent càustic que poden causar irritació de les vies respiratòries, els ulls i la pell. Això es pot evitar en no intentar carregar piles alcalines un sol ús, no barrejar diferents tipus de piles en el mateix dispositiu, substituir totes les bateries al mateix temps, emmagatzemar-les en un lloc sec, i eliminar-les en dispositius de recollida selectiva de residus.
Una vegada que s'ha format una fuga a causa de la corrosió del dipòsit exterior d'acer, l'hidròxid de potassi forma una estructura cristal de plomes que creix des de la bateria i s'estén amb el temps, des dels elèctrodes de metall fins a les plaques de circuit del dispositiu on comença l'oxidació de traces de coure i altres components, que provocarà danys permanents en aquests circuits.
Els creixements cristal·lins després de la fuga d'electròlit també poden sorgir de les unions al voltant de la coberta de la pila on forma una capa fibrosa fora del dispositiu, que després farà malbé els objectes que entrin en contacte amb la substància fugada, com per exemple, el vernís dels prestatges de fusta, i posteriorment l'oxidació i envelliment de la pròpia fusta.

## Eliminació
Quan es van introduir en la dècada de 1960, les piles alcalines contenien una petita quantitat de amalgama de mercuri per al control de les reaccions secundàries al càtode de zinc. En millorant la puresa i la consistència dels materials els fabricants han pogut reduir el contingut de mercuri en les cèl·lules modernes. El 1997, un 66% de les piles alcalines no tenien mercuri afegit. El 2004 aquest percentatge era del 94%. No obstant això, segons un estudi del Lowell Center for Sustainable Development, publicat el 2004, les piles alcalines de botó contenien 10,8 mg de Hg, més que les piles de zinc, i d'òxid d'argent.

Logo per marcar piles i acumuladors que no caben pas al rebuig domèstic

A la Unió Europea, l'eliminació de les piles i bateries està controlada per la Directiva sobre les piles i acumuladors de 2006, modificada el 2018. Les piles alcalines no es poden llençar a les escombraries domèstiques. Han de ser eliminades a través de deixalleries oficials. Els establiments que venen piles són obligats per llei a acceptar bateries i piles velles per al seu reciclatge. Tot i que els estats membres encara poden fer servir abocadors oficials i controlats, han de conduir una política per fomentar un reciclatge eficient i reduir l'impact al medi ambient.
Les piles i bateries alcalines encara poden ser eliminades com a residus domèstics regulars en alguns estats dels Estats Units. Això, però, és perjudicial per al medi ambient. L'estat de Califòrnia ha considerat totes les piles com a residus perillosos quan es rebutgen, i ha prohibit l'eliminació de les piles amb la resta de les escombraries domèstiques.